# Sosna taeda
Sosna taeda (Pinus taeda L.) – gatunek drzewa iglastego należącego do rodziny sosnowatych (Pinaceae). Sosna taeda występuje w Ameryce Północnej na terenie USA (stany: New Jersey, Delaware, Maryland, Wirginia, Karolina Północna i Południowa, Tennessee, Georgia, Floryda, Alabama, Missisipi, Luizjana, Arkansas, Oklahoma, Teksas). 

## Morfologia

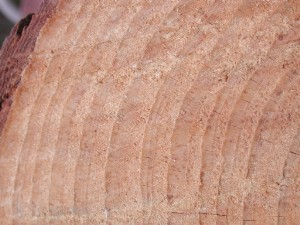
Drewno, przekrój poprzeczny

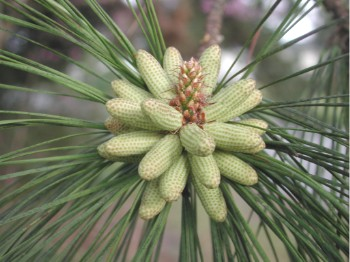
Szyszki męskie

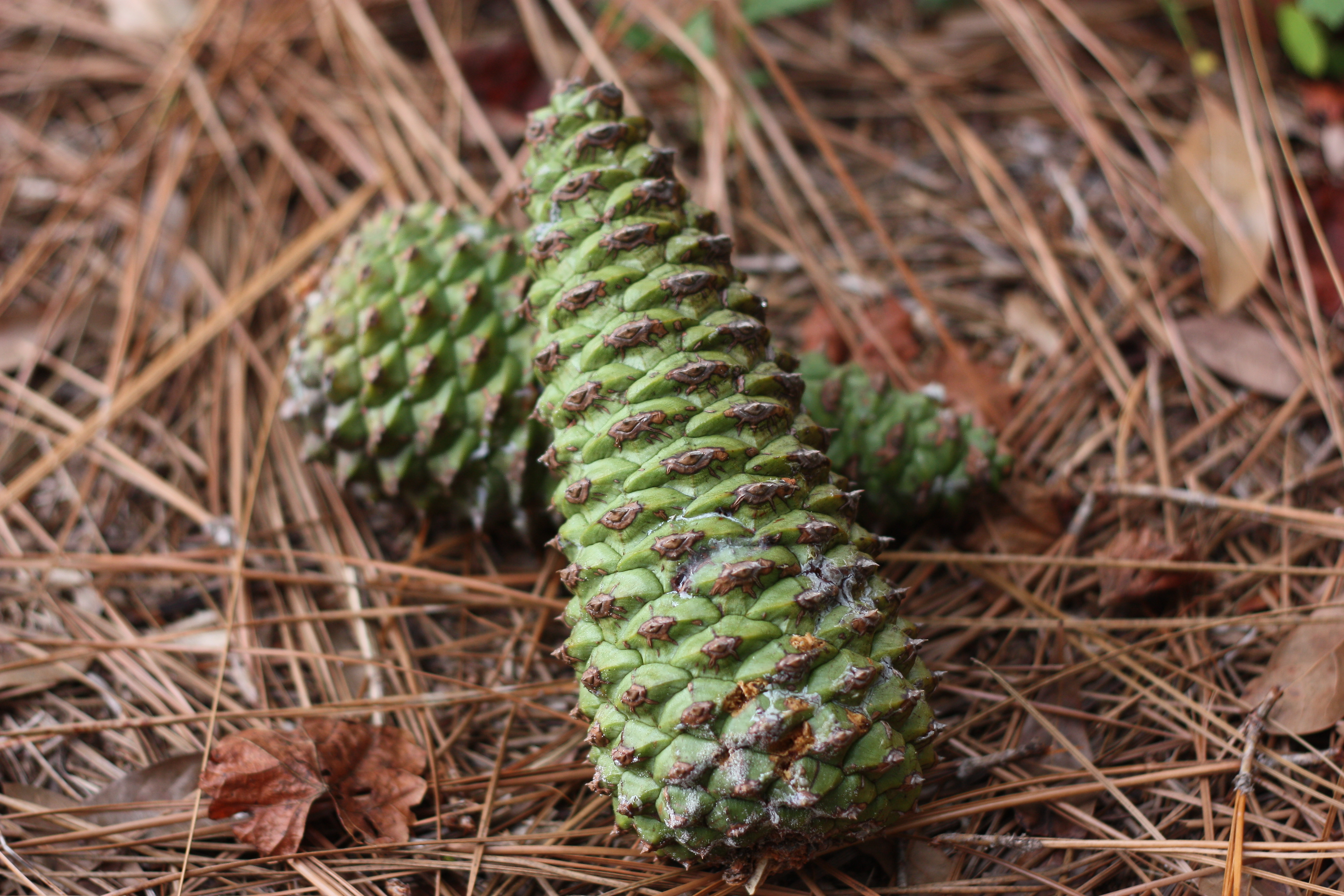
Szyszki żeńskie

PokrójŚrednie lub duże drzewo iglaste. Korona owalna lub zaokrąglona, dosyć zbita i osadzona wysoko, bez przypadkowych gałęzi bocznych.
PieńPień prosty, osiąga wysokość 18–45 m (średnio 30–35 m) i szerokość 0,4–1,5 m. Kora czerwono-brązowa, z pęknięciami tworzącymi kwadratowe lub prostokątne płaty.
LiścieIgły zebrane w pęczki po 2 lub 3, żółto-zielone, długości 12–20 cm, szerokości 1–2 mm, proste, lekko skręcone.
SzyszkiSzyszki męskie długie, cylindryczne, czerwono-żółte, zebrane w wiązki na końcach ubiegłorocznych gałązek. Szyszki żeńskie wyrastają na tegorocznych pędach, początkowo żółte do purpurowych. Dojrzałe owalne, długości 6–12 cm, czerwono-brązowe, zgrupowane po 2 do 5. Zamknięte szyszki są u podstawy szerokie na 2–3 cm, po otwarciu do 4–6 cm. Łuski wyposażone w ostre kolce długości 3–6 mm. Dojrzewają w ciągu dwóch lat, od września do października. Nasiona wielkości 5–6 mm, o skrzydełku długości 20 mm.

## Biologia i ekologia
Drzewo wiecznie zielone. Rośnie szybko. Igły pozostają na drzewie przez 3 lata. 
Drzewo jednopienne. Pylenie szyszek męskich następuje między 15 lutego a 10 kwietnia, zależnie od temperatur i wysokości n.p.m. Szyszki męskie zazwyczaj pylą wcześniej zanim w pełni wykształcą się szyszki żeńskie i są zdolne do zapylenia. Dzięki temu w dużej mierze udaje się zapobiec samozapyleniu. Do zapłodnienia dochodzi na wiosnę następnego roku po zapyleniu. Szyszki nasienne dojrzewają w ciągu dwóch lat, od września do października. Nasiona uwalniane są wkrótce potem. Sosny taeda wytwarzają nasiona co roku, co 3–6 lat obficie.
Sosna ta rośnie na terenach nizinnych, na granicach mokradeł, ale także na suchych wyżynach (wysokości 0–700 m n.p.m.). Lubi stanowiska nasłonecznione i półcień. Toleruje ubogie gleby. Tworzy stanowiska jednogatunkowe lub mieszane z sosnami i innymi gatunkami drzew. Na glebach dobrze przepuszczalnych często występuje razem z Pinus palustris, P. echinata i P. virginiana w obrębie ich zasięgów, oraz z dębami (Quercus falcata, Q. alba, Q. stellata, Q. marilandica), sasafrasem lekarskim (Sassafras albidum), persymoną (Diospyros virginiana). Na glebach średnio i słabo przepuszczalnych towarzyszą jej Pinus serotina, P. glabra, Nyssa sylvatica, Acer rubrum, Quercus nigra, Q. phellos, Q. falcata var. pagodifolia. Na południu zasięgu sosna taeda licznie występuje z Pinus eliottii i Quercus laurifolia.

## Systematyka i zmienność
Pozycja gatunku w obrębie rodzaju Pinus:
- podrodzaj Pinus
  - sekcja Trifoliae
    - podsekcja Australes
      - gatunek P. taeda

Sosna taeda krzyżuje się z Pinus echinata i Pinus palustris (Pinus ×sondereggeri H.H. Chapman).

## Zastosowanie
Sosna taeda jest jedną z najbardziej znaczących sosen w południowych stanach USA. Stanowi około 50% drzewostanu sosnowego tamtych obszarów. Łatwo adaptuje się do nowych warunków, dzięki czemu wprowadzona została do uprawy także na innych kontynentach.